# Операция «Эгримент»
Операция «Эгримент» (англ. Operation Agreement) — наземная и десантная операция, проводившаяся британскими войсками 13—14 сентября 1942 года у Тобрука во время Второй мировой войны.

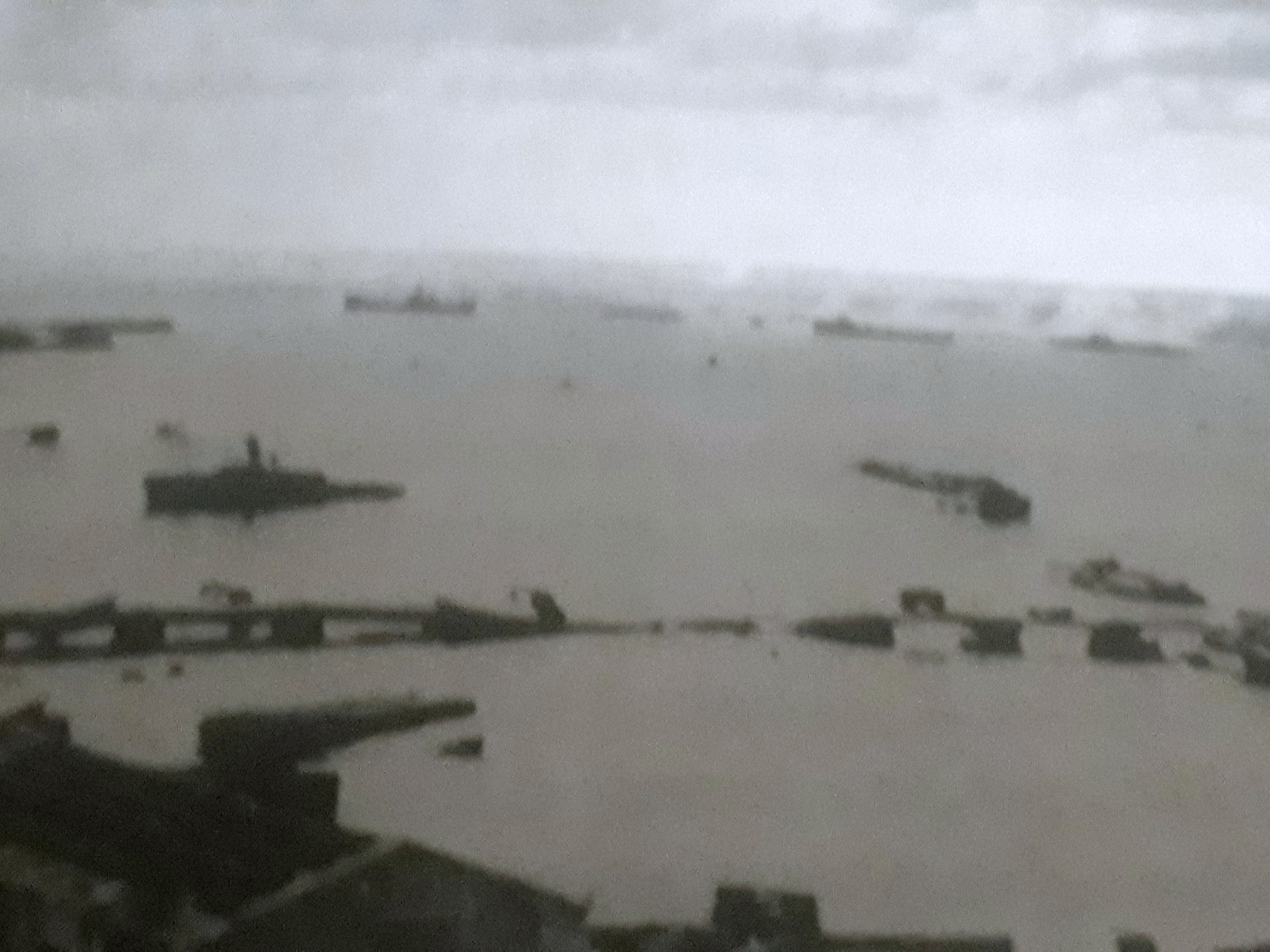
Итальянские торпедные катера ведут огонь по британским катерам в гавани Тобрука. 14 сентября 1942 года.

После того, как летнее немецкое наступление 1942 года в Северной Африке было остановлено, британское командование задумало действия против Тобрука, захваченного войсками стран Оси. Целью операции было положить конец военным действиям противника в Северной Африке путём уничтожения аэродромов, портовых сооружений, кораблей снабжения, транспортных средств и крупных запасов нефти. Предполагалось, что после такого погрома Роммелю долгое время придётся использовать в качестве базы снабжения куда менее удобный и хуже оборудованный порт Бенгази, расположенный в 360 км западнее. Одновременно с операцией против Тобрука планировалось ещё три сухопутных рейда: против оазиса Джало, аэродрома Эль-Мардж (Барс) и порта Бенгази. Серьёзного противодействия противника не предполагалось: британское командование знало, что Тобрук обороняют итальянские второразрядные части, и расценивало их боеспособность как крайне низкую. План операции был окончательно утверждён 4 сентября на военном совете. 
В операции участвовали десантные силы в составе примерно 700 человек. Десантный корпус был разделён на отряд А, от 350 до 417 десантников, поддерживаемый эсминцами и предназначавшийся для высадки морской пехоты на полуострове к северу от Тобрука, и отряд С (200 десантников и сапёров), направляемый на катерах для высадки к востоку от порта Тобрука. Отряд B (83 коммандос) подполковника Хазелдена выдвигался по суше из оазиса Куфра с целью захвата береговой батареи Марса-эс-Шиауск и поддержки высадки отряда С. 
В 21:30 британская авиация начала налёт на гавань и городские кварталы Тобрука. Бомбардировка продолжалась до 3 часов ночи.
Из-за плохих морских условий эсминцы «Сикх» и «Зулу» высадили десант отряда А далеко к западу от предполагаемого места высадки. До берега добрались лишь около 150 морских пехотинцев майора Хэдли, которые к утру 14 сентября были уничтожены или сдались. Эсминец «Сикх» был подбит итальянскими 152-мм береговыми батареями. Зулу пытался отбуксировать Сикха, и в конце концов тот затонул в 190 км от Александрии. 
К утру 14 сентября только два катера сумели высадить на берег в районе бухты Шиауск 20 десантников отряда С. Остальные попытались подойти, но артиллерийский огонь помешал им приблизиться к берегу. В 07:40 высадившиеся десантники сдались.
Отряд B подполковника Хазелдена, выдвинувшийся из оазиса Куфра, к вечеру 13 сентября без проблем достиг района восточнее Тобрука и захватил итальянскую 152-мм береговую батарею на мысе Шиауск. В последовавшем бою, продолжавшемся до самого рассвета отряд был разбит итальянскими морскими пехотинцами из батальона Сан-Марко. Хазелден погиб в бою. Большинство батарей и береговых позиций остались в руках войск Оси.
Рейд на Тобрук стал катастрофой для британцев. Их войска потеряли убитыми и пленными несколько сотен человек, один крейсер, два эсминца, шесть торпедных катеров и десятки малых десантных катеров.